# Дарын
Государственная молодежная премия «Дарын» — ежегодная государственная молодёжная премия правительства Казахстана. Государственная молодежная премия «Дарын» присуждается молодым казахстанцам за плодотворную научную, творческую, общественную деятельность, а также за высокие спортивные достижения и включает 10 номинаций в различных областях: литература, наука, дизайн и изобразительное искусство, журналистика, классическая музыка, общественная деятельность, спорт, театр и кино, эстрада, народное творчество. Лицам, удостоенным премии, присваивается звание «Лауреат Государственной молодежной премии «Дарын», вручается диплом, нагрудной знак и денежная премия. 

## История
Существует с 1992 года.  В 2015 году постановлением Правительства Республики Казахстан была утверждена новая редакция правил присуждения премии, согласно которым премии вручаются ежегодно, лауреатами становятся граждане Республики Казахстан в возрасте до 29 лет.   В 2020 году был установлен размер Государственной молодежной премии "Дарын" Правительства Республики Казахстан на 2020 год по каждой номинации в сумме 600000 (шестьсот тысяч) тенге. 
С 1992 года лауреатами премии стали более 264 талантливых молодых людей страны. В разные годы обладателями становились Бахтияр Артаев, Серик Сапиев, Илья Ильин, Денис Тен, Димаш Кудайбергенов, Мария Мудряк, группа «Муз АРТ», Калкаман Сарин, Элизабет Турсынбаева и Адильхан Макин. 

## Лауреаты премии
Список лауреатов государственной молодежной премии Дарын